# Hôpital Al-Adudi
 (novembre 2019).

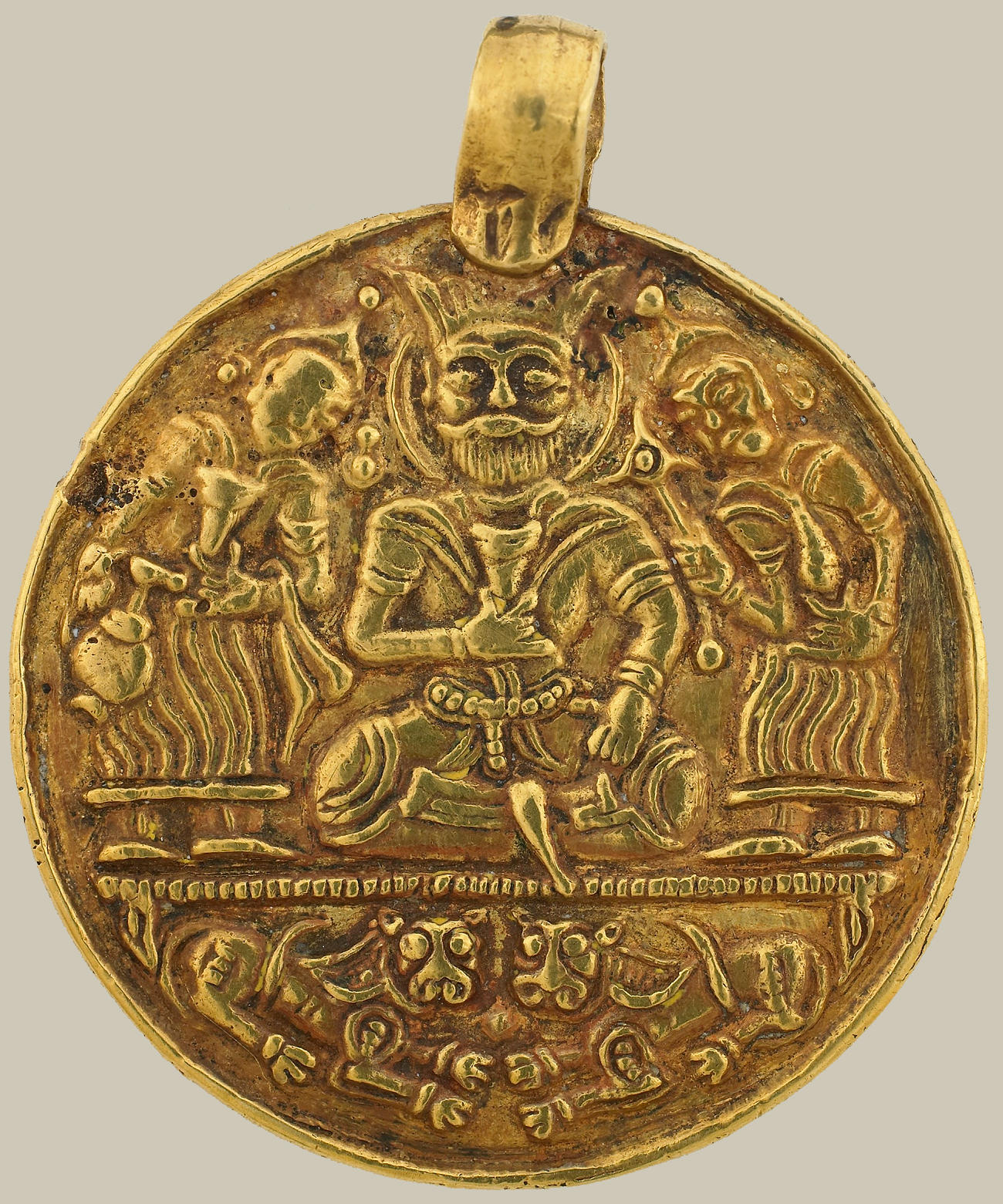
Le médaillon représente l'émir perse Adhud ad-Dawla, fondateur de l'hôpital Al-Adudi.

Bimaristan Al-Adudi était un hôpital établi par Adud ad-Dawla de la dynastie des Bouyides à Bagdad en 978.
Une grande bibliothèque était attachée à ce bimaristan. Mentionné par Ibn Jubayr lors de sa visite à Bagdad en 1184. On ne sait pas exactement à quelle date ce bimaristan a été maintenu à ses services, mais cela semble avoir duré jusqu'au début du VIIe siècle.
Le bimaristan avait des médecins, des infirmières, des domestiques, des cuisiniers, des outils et des médicaments, Adud ad-Dawla a personnellement embauché des médecins experts pour travailler dans le bimaristan, notamment: Jabra'il ibn Bokhtichu', Ibn Marzouban et Thabit bin Sinan, et était le chef des médecins au bimaristan.

## Sources
1. Dajani, Akram M. "Medical Education in Islamic Civilization." Journal of the Islamic Medical Association of North America 21 (1989): 166-172.
2. Farkhondehzadeh, Mahboobeh., Seyyed Alireza , Mohammad Reza Sanaye, et Babak Daneshfard. "Ibn Mandevaih Isfahani (949–983(?) AD), a physician from Isfahan’s medical school." Journal of Medical Biography 0, no. 0 (2017): 1-6.
3. "FIMA Yearbook 2009." Jordan Society for Islamic Medical Sciences (2010): 99-126.
4. Hamarneh, Sami. "Development of Hospitals in Islam." Journal of History of Medicine and Allied Sciences 17, no. 3 (1962): 366-384.
5. Sidek, Roziah Sidik Mat. "Transformation of Hospital in the Islamic Civilization From Medical Treatment Centre into a Teaching Hospital." Social Sciences 7, no. 3 (2012): 435-439.